# The Cat Crept In
«The Cat Crept In» es una canción de la banda británica Mud. Fue publicada el 8 de abril de 1974 como el tercer sencillo del álbum debut de la banda Mud Rock.

## Rendimiento comercial
«The Cat Crept In» se convirtió en el tercer éxito comercial de la banda, alcanzando el puesto #2 en la lista de sencillos del Reino Unido durante la semana del 20 de abril de 1974. También alcanzó la posición #1 en Países Bajos, #5 en Alemania e Irlanda, y #12 en Austria. El sencillo fue certificado con un disco de plata por la Industria Fonográfica Británica (BPI).

## Posicionamiento
| Gráfica (1974)                          | Pico de posición |
| --------------------------------------- | ---------------- |
| Alemania (Official German Charts)       | 5                |
| Austria (Ö3 Austria Top 40)             | 12               |
| Bélgica (Flandes) (Ultratop 50 Singles) | 3                |
| Bélgica (Valonia) (Ultratop 50 Singles) | 4                |
| Irlanda (Irish Singles Chart)           | 5                |
| Países Bajos (Single Top 100)           | 1                |
| Reino Unido (UK Singles Chart)          | 2                |

## Certificaciones y ventas
| País              | Certificación | Ventas  |
| ----------------- | ------------- | ------- |
| Reino Unido (BPI) | Plata         | 250,000 |